# Abborrsjön (Arjeplogs socken, Lappland, 730624-156531)
Abborrsjön är en sjö i Arjeplogs kommun i Lappland och ingår i Umeälvens huvudavrinningsområde. Sjön har en area på 0,48 kvadratkilometer och ligger 519 meter över havet. Sjön avvattnas av vattendraget Abborrbäcken.

## Delavrinningsområde
Abborrsjön ingår i det delavrinningsområde (730493-156351) som SMHI kallar för Mynnar i Giertsjaure. Medelhöjden är 557 meter över havet och ytan är 30,63 kvadratkilometer. Det finns inga avrinningsområden uppströms utan avrinningsområdet är högsta punkten. Abborrbäcken som avvattnar avrinningsområdet har biflödesordning 4, vilket innebär att vattnet flödar genom totalt 4 vattendrag innan det når havet efter 359 kilometer. Avrinningsområdet består mestadels av skog (59 procent) och sankmarker (36 procent). Avrinningsområdet har 0,78 kvadratkilometer vattenytor vilket ger det en sjöprocent på 2,5 procent.